# Martin Dreyer (Künstler)
Martin Dreyer OSB (* 31. Oktober 1748 in Eichenberg bei Berkheim; † 21. Oktober 1795 in Wiblingen bei Ulm) war ein Benediktiner im Kloster Wiblingen bei Ulm und Maler.

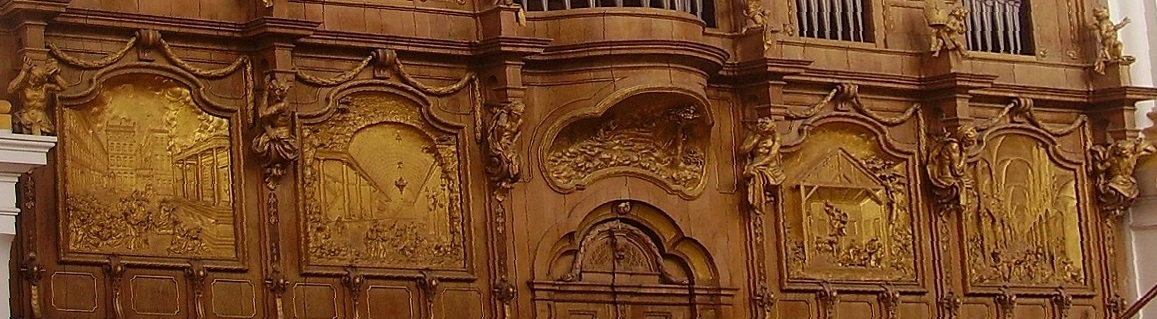
Klosterkirche Wiblingen, Reliefs am Prospekt der Chororgel (Rückwand des Chorgestühls)

Martin Dreyer wurde als Johannes Dreyer in Eichenberg bei Berkheim in Oberschwaben geboren. Die Malerei erlernte er an einem unbekannten Ort. Als Laienbruder trat er 1776 in das Benediktinerkloster Wiblingen ein. Die Gelübde legte er am 11. November 1776 im Kloster Wiblingen ab, wobei er den Ordensnamen Martin erhielt. Dort wurde er als Krankenpfleger beschäftigt, jedoch arbeitete er bei den umfangreichen Barockisierungsmaßnahmen tatkräftig mit. So vergoldete er die Stuckverzierungen, den Tabernakel, die Kanzel sowie Reliefs mit Szenen aus dem Alten Testament sowie aus dem Leben des heiligen Benedikt. Diese Reliefs wurden nach seinen Entwürfen gearbeitet und befinden sich an der Rückwand des Chorgestühls, die gleichzeitig als Prospekt der Chororgel dient. Des Weiteren sind von ihm zwei fein ausgeführte Bilder des heiligen Wendelin und eines Schutzengels erhalten, die sich noch heute in den so benannten Altären befinden, sowie zwei Bilder an der Rückwand zweier anderer Altäre. Diese beiden Bilder zeigen die Geburt Christi und den Klostereintritt der Heiligen Placidus und Maurus. Die Predellabilder mit Darstellungen aus der Leidensgeschichte Christi, die zum Teil auf Leinwand oder Metall gearbeitet sind, wurden von Martin Dreyer gemalt.
In der Friedhofskapelle zu Wiblingen stammen die drei Deckengemälde aus dem Jahr 1790 sowie die Kreuzwegstationen von ihm. Auch in der Kirche St. Martin in Unterkirchberg sowie weiteren zum Kloster Wiblingen gehörenden Dorfkirchen dürfte er tätig gewesen sein, so dass ihm das Prädikat eines homo pius, prudens, humilis, laboriosus in der Klosterchronik verliehen wurde. Das große Deckenfresko des heiligen Xaver an der Decke der Kapelle in Unterweiler malte er in nur fünf Tagen vom 12. bis 16. September 1786. Im Kloster Roggenburg und im Kloster Rot an der Rot war er ebenfalls tätig. In seiner Schaffenszeit bildete er auch mehrere Schüler aus.
Martin Dreyer starb am 21. Oktober 1795 an Wassersucht.